# اللغة اللوية

مناطق انتشار اللغة اللوية بأواسط الأناضول وشمال غرب سوريا.

اللغة اللوية أو اللغة اللوفية لغة اللوفيون هي لغة منقرضة حاليا تبع مجموعة اللغات الأناضولية من عائلة اللغات الهندوأوروبية. كانت اللوية قريبا جدا من اللغة الحثية وكان يحكى بها في مناطق أواسط الأناضول. إلى الغرب والجنوب الغربي من مناطق انتشار الحثيين.
كانت اللوية لا تزال محكية في المدن الحثية بشمال سوريا مثل كركميش وميليد بعد انقراض الحثية بفترة. غير أنها بدأت بالتراجع بعد ظهور الآرامية وانقرضت تماما في حوالي 600 ق.م.